# Shashi (peuple)
Pour les articles homonymes, voir Shashi.
Les Shashi sont un peuple d'Afrique australe établi en Tanzanie, au sud-est du lac Victoria. Ils parlent une langue bantoue et sont apparentés à leurs voisins Soukouma. 
Leur nombre est estimé à plus de 50 000 selon une source, mais selon un autre ouvrage de référence plus de 100 000 personnes se considèreraient comme Shashi.